# Salomé Sansores López
Salomé Sansores López (Chepita), es una artista cómica del teatro regional yucateco nacida en 1986 en Umán, Yucatán, México. Reconocida regional y nacionalmente por su caracterización de un personaje representativo de la etnia maya, típico de la Península de Yucatán, que se ha convertido en el favorito de un público amplio.
Ha representado exitosamente a su personaje más popular, Chepita, en diversos estados de la república mexicana, en San Francisco, California, donde cuenta con un numeroso público entre la población mexicana expatriada en los Estados Unidos de América, así como en  Washington D. C., en Lima, capital de Perú y también en Europa donde ha incursionado y desde luego en los 106 municipios del estado de Yucatán.
Se distingue por su humor blanco y picardía que se distancia de las vulgaridades.
Su más reciente representación teatral Un viaje inesperado ha sido también un éxito de taquilla en su estado natal y ya está proyectada para recorrer diversos estados de México y ciudades del extranjero. Esta obra teatral dio continuación a la presentación que Chepita realizó sobre las tradiciones navideñas yucatecas a finales de 2016.
Ha actuado con otros jóvenes comediantes yucatecos como los hermanos Dzereco y Nohoch (Mario y Daniel Herrera Cáceres), pertenecientes a la familia artística de gran tradición en México de Daniel (Chino) Herrera y de (El Cholo) Herrera, con quienes ha impulsado al personaje que representa (el de Chepita) pero ya bautizada con el apellido de Cacatúa de la Papaya fresca de Umán, con el que también ha conducido un promocional de televisión y en redes sociales, para invitar a las madres yucatecas a amamantar a sus hijos recién nacidos, en el marco de una más amplia campaña internacional que promueve la lactancia materna, patrocinada por la Organización Mundial de la Salud (OMS). Se reintegró a la compañía de Conchi León, como actriz de la obra Del manantial del corazón, realizando giras por la República Mexicana y Estados Unidos. En 2017 estrenan la obra Como ser una buena madre Yucateca que se convierte en un éxito local y realiza presentaciones en la Ciudad de México. Ha grabado cápsulas promocionales sobre temas de responsabilidad social para la televisión yucateca.